# اقدام‌پژوهشی
پژوهش کنشی (انگلیسی: Action research) روش‌شناسی علوم اجتماعی است که اقدام‌های اجتماعی برخاسته از یادگیری کنشی را در عرصهٔ پژوهش‌های اجتماعی صورت‌بندی می‌کند و از مشارکت گروهی از متخصصان و پژوهشگران و اعضای سازمان‌ها و جامعه‌هایی، که به دنبال ارتقای موقعیت خود هستند، بهره می‌برد.
اقدام پژوهی یک فلسفه و روش تحقیق است که عموماً در علوم اجتماعی کاربرد دارد. این ماده به دنبال تغییر تحول از طریق فرایند همزمان اقدام و انجام تحقیقات است که با تأمل انتقادی به هم پیوند خورده‌اند. کورت لوین، استاد وقت MIT، برای اولین بار اصطلاح «اقدام پژوهی» را در سال ۱۹۴۴ ابداع کرد. وی در مقاله ۱۹۴۶ خود با عنوان «اقدام پژوهی و مشکلات اقلیت»، اقدام پژوهی را «تحقیق مقایسه ای در مورد شرایط و تأثیرات اشکال مختلف اجتماعی» توصیف کرد. اقدام و تحقیق منتهی به کنش اجتماعی که از مارپیچی از مراحل استفاده می‌شود، که هر یک از آنها از یک دایره برنامه‌ریزی، اقدام و حقیقت یابی در مورد نتیجه عمل تشکیل شده‌است.

## فرایند
اقدام پژوهی یک فرایند تحقیق تعاملی است که اقدامات حل مسئله را که در یک زمینه مشارکتی با تجزیه و تحلیل یا تحقیق مشترک مبتنی بر داده اجرا می‌شود، متعادل می‌کند تا علل اساسی را قادر سازد که پیش‌بینی‌های آینده در مورد تغییرات شخصی و سازمانی را امکان‌پذیر می‌کند.
پس از شش دهه توسعه تحقیقات پژوهشی، روشهای زیادی تکامل یافته‌است که تعادل را تنظیم می‌کند تا بیشتر بر اقدامات انجام شده یا بیشتر بر روی تحقیق حاصل از درک بازتابی اقدامات متمرکز شود. این تنش بین وجود دارد
1. کسانی که بیشتر توسط دستور کار محقق یا توسط شرکت کنندگان هدایت می‌شوند.
2. کسانی که در درجه اول با دستیابی به هدف ابزاری یا با هدف تحول شخصی، سازمانی یا اجتماعی انگیزه می‌گیرند.
3. تحقیق اول، دوم و سوم شخص، یعنی تحقیق من دربارهٔ عملکرد خودم، هدف اصلی آن تغییرات شخصی است. تحقیقات ما در مورد گروه ما (خانواده / تیم)، هدف اصلی آن بهبود گروه است. و تحقیقات «علمی» عمدتاً در جهت تعمیم نظری یا تغییر در مقیاس بزرگ بود.[۱۰]